# Добра Надія (Миколаївський район)
До́бра Наді́я — село в Україні, у Мішково-Погорілівській сільській громаді Миколаївського району Миколаївської області. Населення становить 52 особи.

## Населення
Згідно з переписом УРСР 1989 року чисельність наявного населення села становила 38 осіб, з яких 18 чоловіків та 20 жінок.
За переписом населення України 2001 року в селі мешкали 52 особи.

### Мова
Розподіл населення за рідною мовою за даними перепису 2001 року:
| Мова       | Відсоток |
| ---------- | -------- |
| українська | 65,38 %  |
| російська  | 23,08 %  |
| вірменська | 5,77 %   |
| болгарська | 3,85 %   |
| білоруська | 1,92 %   |